# Acayucan
Acayucan és un municipi i localitat a la regió Olmeca
de l'estat de Veracruz, Mèxic. Limita amb els municipis de Oluta, Sayula d'Alemany, San Juan Evangelista entre d'altres.
Aquest municipi es localitza a 4 hores de distància del port de Veracruz, en aquest municipi es pot trobar un parc i una església i als seus voltants trobem altres establiments. Aquest lloc també es pot considerar com a destinació turística, ja que compta amb molts llocs atractius per visitar, fins i tot hi ha hotels per als turistes. És un lloc caluròs.
La seva gastronomia més popular són "els còctels de gambeta", també podem trobar coques de elote, garnatxes i empanades de diferent ingredients, ja que és un lloc pesquer on es pot trobar tot el menjar fresc.

## Toponímia
Acayucán prové del náhuatl lloc de canyisos, en popoluca.

## Límits
- Nord: Hueyepan de Ocampo i Soteapan.
- Sud: San Juan Evangelista i Sayula de Alemán.
- Est: Oluta, Soconusco i Soteapan.
- Oest: Juan Rodríguez Clara.

## Demografia
Segons dades del INEGI, el municipi té una població de 103.598 habitants i la zona conurbada Acayucan-Soconusco-Oluta-Sayula compta amb 157.589.

## Equipament educatiu
L'educació bàsica és impartida per 60 planters de preescolar, 87 de primària, 22 de secundària. A més compta amb 11 institucions que brinden el batxillerat, així també institucions que ofereixen ensenyament superior, com a instituts tecnològics descentralitzats o universitats públiques i privades.

## Història
Va ser la població olmeca, el punt de penetració comercial en la ruta de Tenochtitlán a Tuxtepec. Gonzalo de Sandoval i Hernán Cortés van recórrer aquest camí. En 1580 el poble pertanyia a la jurisdicció de la Villa de Espiritu Santo (Coatzacoalcos); en desaparèixer aquesta pels atacs dels pirates, Acayucan va quedar com la capçalera de l'alcaldia major.
En 1888 un cicló la va arrasar. En consumar-se la independència nacional, va formar municipalitat i es va constituir en la capçalera del departament.
Per decret del 13 de juny de 1848 se li va donar el títol de vila al poble de San Martín Acayucán i per decret del 26 de setembre de 1910 se li va atorgar la categoria de ciutat.

### Cronologia de fets històrics
- 1787 - Esclata una rebel·lió indígena que expulsa als espanyols de l'alcaldia major d'Acayucán.
- 1824 - Per decret del governador de l'estat, Acayucan es converteix en un dels primers ajuntaments veracruzencs.
- 1848 - Per decret Acayucan es converteix en vila.
- 1906 - Rebel·lió de Acayucan: Membres del clandestí Partit Liberal sota el comandament de Hilario C. Sales, Miguel Alemán González, Hilario C. Gutiérrez, entre altres rebels ataquen a les forces porfiristes en ple Palau Municipal. Els principals dirigents són detinguts i traslladats a la fortalesa de San Juan de Ulúa.
- 1910 - Per decret s'atorga a Acayucan la categoria de ciutat.
- 1946 - Es va introduir l'energia elèctrica gràcies al gran benefactor de la ciutat Carlos Grossman.
- 1959 - El 26 d'agost d'aquest any, la regió sud és col·lapsada per un sisme de forta intensitat, Acayucan és una de les ciutats més afectades. Una de les torres -que es trobava sobre el carrer Victoria- de la parròquia de "San Martín Obispo" resulta amb danys importants, motiu pel qual el temple fou demolit l'any 1961. Es construeix de manera provisional una torre de fusta, que resulta consumida pel foc l'any 1965.[1]

## Presidents
- Eladio Baeza (1942-1943)
- Atilano Culebro Hipólito (1943-on-3-1946)
- Rubén B. Domínguez Dodero (1946-1949)
- Tomás Mortera Miraveth (1949-1954)
- Manuel López Guillén (1954-1956)
- Abraham Lajud Hipólito (1956-1958)
- Octavio Pavón Bremont (1958-1961)
- Tomás Mortera Miraveth (1961-1964)
- Abelardo Vidaña Revuelta (1964-1967)
- Ramiro Leal Domínguez (1967-1970)
- Benito Jara Martínez (1970-1973)
- Jonás Bibiano Landero (1973-1976) PRA[1]
- Rosalino Guillén Tapia (1976-1979)
- Vicente Obregón Velard (1979-1982)
- Lino Lara Prieto (1982), concluye el período de Vicente Obregón, quien fuera asesinado ese mismo año.
- Ramón Roca Mortero (1982-1985)
- David Dávila Domínguez (1985-1988)
- Calixto Patraca Ramón (1988-1991) PRI
- Maximiano Figueroa Guillén (1991-1994) PRI
- J. Radamés Trejo González (1994-1997) PRD
- Cesareo Ortiz Peñaloza (1997-2000) PRI
- Joel Alarcón Huesca (2000-2004) COAL
- Judith Fabiola Vázquez Saut (2004-2007) PAN
- Regina Vázquez Saut (2007-2010) PRI
- Judith Fabiola Vázquez Saut (2010-2013) PRI[1]
- Marcos Martines Amador (2013-2017) AVE

## Ciutats Germanes[2]
- Delícies (Chihuahua) (2012)[3]
- Jáltipan (Veracruz)[4]
- Malabo